# ديفل ليدي
ديفل ليدي (باليابانية: デビルマン レディー) ، (بالإنجليزية: Devil Lady)‏ ، هي سلسلة مانغا اليابانية ورسوم متحركة من تأليف جو ناغاي ، صدرت عن طريق مجلة رسوم مصورة من شهر يناير عام 1997م إلى شهر يوليو عام 2000م.

## وصلات خارجية
- ديفل ليدي على موقع IMDb (الإنجليزية)
- ديفل ليدي على موقع كينوبويسك (الروسية)
- ديفل ليدي على موقع قاعدة بيانات الفيلم (الإنجليزية)
- ديفل ليدي على موقع ANN anime (الإنجليزية)
- ديفل ليدي على موقع ANN manga (الإنجليزية)
- ديفل ليدي (أنمي) في شبكة أخبار الأنمي